# Elysius felderi
Elysius felderi är en fjärilsart som beskrevs av Rothschild 1909. Elysius felderi ingår i släktet Elysius och familjen björnspinnare. Inga underarter finns listade i Catalogue of Life.